# إس كيو لايت
إس كيو إلّايت (بالإنجليزية: SQLite)‏ هي مكتبة بلغة سي، ومحرك قواعد بيانات إس كيو إل مضمّن وصغير. هي ليست مكتبة للاتصال بمزود قواعد بيانات بعيد بل تعتبر هي المزود نفسه، لذا فإنها تستطيع من خلال لغات برمجة مثل بي إتش بي وبيرل وبايثون وسي++ وفيجوال بيسك وغيرهم أن تقرأ وتكتب قواعد البيانات مباشرة على الأقراص دون أية برامج أو أدوات وسيطة أخرى.
تستطيع بواسطة SQLite أن تتعامل مع قواعد البيانات بشكل أوسع، أسرع وأقوى حيث أننا نستعطيع استعمالها مباشرة مع السي++ أو عن طريق أوامر SQL وأيضا باستعمال برامج كـ SQLite maester

## كيف تنطق
تنطق هكذا: إس كيو إلّايت لأنها لفظة منحوتة من (إس كيو إل) مع (Lite)، ونطقها سيكويلايت أو إس كيو-لايت أو غير ذلك مجانب للصواب.

## المميزات
لا شك في أن ماي إس كيو إل وبوستجري إس كيو إل وتحوهما أفضل وأنسب للأعمال الكبيرة، لكن هل كل جزئية من عملنا تحتوي على هذا القدر من الأعمال؟
لو نظرنا بواقعية إلى بعض التطبيقات لوجدنا أن بعضها من ناحية الصغر يُستكثر عليه عناء الوقت والجهد المبذول في إنشاء ونقل قاعدة بيانات من ذلك النوع، ولرأينا أنه من الأنسب استخدام ملفات نصية في تخزين تلك البيانات الصغيرة، إذًا لماذا لا نجد بديلا أفضل يتمثل في قاعدة بيانات أقل حجما وأكثر سرعة وسهولة مع قابلية الاستعلام والمعاملات الأخرى للغة SQL92 القياسية، فهنا سنجد أن إس كيو إلّايت هي الأنسب.

## أمثلة على بعض الاستخدمات
- أخبار موقع متوسط
- منتدى للدعم الفني
- نظام إدارة محتوى
- دفتر زوار
- إحصائيات وعدادات الزوار
- تخزين قوالب وإعدادات الموقع
- إدارة المقالات وتعليقات الزوار عليها

## المزايا
- صغر الحجم.
- سهولة التركيب.
- سهولة نقل البيانات من مزود إلى آخر.
- لا توجد مشاكل بالترميز لا سيما مع اللغة العربية.
- لا تحتاج أية إعدادات تركيب خاصة على المزود.
- لا تحتاج أية إعدادات اتصال برمجي.
- قاعدة البيانات عبارة عن ملف واحد فقط.
- تدعم حجم قاعدة البيانات إلى 2 تيرابايت (2048 جيجابايت) - ماقبل الإصدارة 2.8 كان الحد الأقصى: 2 جيجابايت.
- شيفرة الاتصال والاستعلام بها سهلة (مشابهة لـ ماي إس كيو إل على نحو أبسط).
- يمكن استخدامها على المواقع التي لا تدعم ماي إس كيو إل.

## وصلات خارجية
- الموقع الرسمي
- إس كيو لايت على موقع Open Hub (الإنجليزية)
- إس كيو لايت على موقع Free Software Directory (الإنجليزية)